# Зеель, Пьер
Пьер Зеель (фр. Pierre Seel; 16 августа 1923, Агно, Эльзас — 25 ноября 2005, Тулуза) — французский писатель, автор воспоминаний, посвященых преследованиям гомосексуалов нацистами в годы Второй мировой войны.

## Биография
Пьер Зеель родился в 1923 году в эльзасском городе Агно. Семья Пьера была католической, родители держали пекарни. Его детство прошло в Мюльхаузене.
Пьер случайно попал в полицию, когда давал показания в деле о краже, в котором фигурировали гомосексуалы. Там было зафиксировано его признание в гомосексуальности.  Список гомосексуалов оказался в руках немецкой оккупационной администрации Эльзаса в 1940 году. 3 мая 1941 года Зеель был арестован гестапо.
После пребывания в местной тюрьме, где с ним жестоко обращались, был доставлен в концентрационный лагерь в Ширмеке, недалеко от Страсбурга. Стал жертвой бесчеловечного обращения нацистов с гомосексуалами и среди других свидетелей стал очевидцем убийства своего партнёра. Зеелю удалось выжить в лагере благодаря тому, что несколько месяцев спустя он был призван в немецкую армию и отправлен на Восточный фронт. В конце войны попал в советский лагерь для военнопленных и провел несколько месяцев на Украине.
После возвращения во Францию в течение многих лет нигде не упоминал о своей сексуальной ориентации и  событиях связанных с ней. Как католик и практикующий верующий, Зеель пытался подавить свою гомосексуальность и в 1950 году женился. В этом браке родились трое детей: два сына и дочь. После распада семьи в 1978 году, Зеель был связан с организацией геев-католиков «Давид и Ионафан».
В 1981 году в ответ на заявление архиепископа Страсбурга о том, что гомосексуальность является болезнью, Зеель решил обнародовать историю своей жизни и рассказать о событиях, связанных с гомосексуальностью. Он описал преследования гомосексуалов во время Второй мировой войны. В последующие годы Зеель призывал признать гомосексуалов группой, подвергшейся преследованиям со стороны нацистского режима. Он описал свой опыт в автобиографии «Я, депортированный гомосексуалист, Пьер Зеель» (1994 год), которая была переведена на английский язык под названием «Мемуары гея, пережившего нацистский Холокост» (1997 год). Он также снялся в документальном фильме Параграф 175, посвященном этой теме. После признания факта преследования геев во время Второй мировой войны Зеель участвовал в качестве представителя этой группы в юбилейных торжествах.
Писатель умер от рака 25 ноября 2005 года и похоронен в Брэме, департамент Од.

## Фильмография
- Параграф 175 / Paragraph 175 — играет самого себя

## Галерея
- Указатель на улицу Пьера Зееля  в Тулузе
- Улица Пьера Зееля в Тулузе
- Мемориальная доска в Мюлузе